# 余經
余經（1479年—？），字崇一，廣東廣州府順德縣人，明朝政治人物。

## 生平
弘治十七年（1504年）甲子科廣東鄉試第二十八名舉人，正德十六年（1521年）中式辛巳科會試第一百四十三名，三甲第八十二名進士，授行人司行人，選刑科給事中，以事降為漳浦縣丞，升甌寧縣知縣，調山西高平縣知縣，卒於任內。。

## 家族
曾祖余俊仁；祖父余仕盛；父余洪，母黃氏。永感下。弟余綸、余縑。

## 纪念
今江门市蓬江区荷塘镇南村有司谏进士坊，嘉靖六年（1527年）为表彰余经所立，现为广东省文物保护单位。